# Alla ricerca del volto umano
Alla ricerca del volto umano (sottotitolo Contributo ad una antropologia) è un saggio del sacerdote cattolico e teologo Luigi Giussani, fondatore del movimento Comunione e Liberazione.

## Storia editoriale

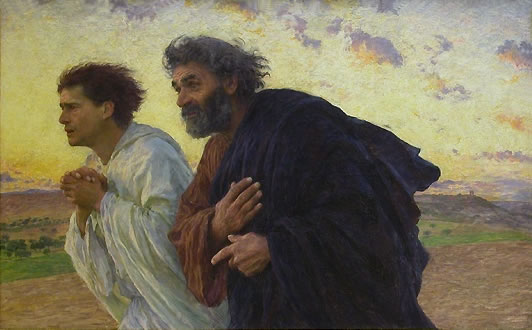
Giovanni e Pietro accorrono al sepolcro di Gesù dopo la resurrezione nel quadro di Eugène Burnand Les disciples Jean et Pierre accourant au sépulcre le matin de la résurrection (1898, Museo d'Orsay, Parigi) utilizzato per la copertina dell'edizione originale di Alla ricerca del volto umano.

Il testo trae origine da un corso di esercizi spirituali per sacerdoti tenuto da don Giussani nei primi anni settanta e fu pubblicato da Jaca Book per essere utilizzato come base per il gesto di catechesi di Comunione e Liberazione noto come scuola di comunità a metà degli anni ottanta. Il testo è preceduto da una introduzione del teologo svizzero Hans Urs von Balthasar, con cui Giussani aveva già pubblicato il libro L'impegno del cristiano nel mondo nel 1971, e contiene in appendice uno spunto sull'idea educativa di Comunione e Liberazione (testo poi ripubblicato in Laico, cioè cristiano nel 1987).
Nel 1995 l'editore Rizzoli, che aveva da poco iniziato a pubblicare le opere di Giussani e rieditare in edizioni aggiornate i suoi vecchi testi, fece uscire un volume antologico in edizione cartonata con lo stesso titolo. Il libro contiene il testo originale di Alla ricerca del volto umano sotto un nuovo titolo, Percorso drammatico, e altri testi precedentemente pubblicati singolarmente da Jaca Book, Decisione per l'esistenza del 1978, Moralità: memoria e desiderio del 1980 e il breve contributo La Chiesa come luogo di moralità del 1977 apparso sulla rivista Communio. Il volume contiene una introduzione appositamente scritta dall'autore nel febbraio del 1995, ma non l'introduzione di von Balthasar e l'appendice del volume originale.

## Contenuti
L'intero testo ha come oggetto l'uomo alla perenne ricerca di sé stesso, lo sguardo che l'uomo ha di sé, cioè qual è il suo volto. Ciò che è costitutivo per l'immagine che l'uomo ha di sé è il punto centrale dove converge tutta l'energia, l'affettività e l'intelligenza, in una attesa di compimento.
L'autore identifica in Dio il destino dell'uomo: «Il Signore è tutto non in forza di un nostro sentimento [...] non moralisticamente, perché deve essere tutto, ma per natura.»
Attraverso il percorso dell'Antico Testamento, Giussani spiega come Dio abbia «svelato all'uomo il volto del suo destino svelando Se stesso», attraverso la Sua presenza. Dio si è rivelato attraverso la storia, come «padrone della storia», cioè del senso umano, nel suo rapporto con l'uomo. Analizzando la storia di questo rapporto, Giussani pone la questione centrale: «Dobbiamo almeno essere così sinceri da metterci sempre di fronte a questa alternativa: la Presenza e la Compagnia di Dio o è una fiaba o è la verità della vita, la verità dell'uomo.»
L'autore poi illustra quali sono gli elementi di resistenza che impediscono tale riconoscimento: l'illusione di autonomia, la reattività dell'istante. Invece «solo l'infinito può dare valore eterno all'istante». La dimenticanza, la corruzione, l'alienazione sono gli altri elementi che Giussani identifica nell'atteggiamento umano di resistenza alla verità di sé.. Secondo l'autore «Dio nella storia rivela l'uomo nella sua divisione profonda fra quello che è - sete d'infinito - e la sua esistenza che cammina in contraddizione, perché la sua norma non è il mistero, ma la propria vanità.»
Dice comunque Giussani, introducendo il concetto di misericordia: « [...] il miracolo della misericordia: il desiderio di cambiare: questo definisce il presente dell'uomo peccatore». Presente perché tale desiderio non è frutto di una decisione sul domani, ma di un istante, «di noi ora».
L'imitazione di Dio è la conseguenza della domanda, della tensione al cambiamento. Anche qui Giussani esemplifica utilizzando l'Antico Testamento: «Il Dio biblico è un modello da imitare, ed è un modello storico, rivelatosi nella storia». La rivelazione è quindi il metodo con cui Dio ha incontrato l'uomo.
Il testo introduce poi il tema dell'incarnazione. Il Dio biblico che ha fatto intravedere il suo volto attraverso una storia, quella del popolo d'Israele, ha veramente rivelato sé stesso diventando uomo, «entrando come persona nella storia».
Il Verbo fatto carne è il modo definitivo con cui Dio ha voluto svelare il suo amore per l'uomo.
Nel seguito Giussani esemplifica citando passi evangelici come Dio sia intervenuto nella vita dell'uomo attraverso l'incarnazione. Il culmine è l'«agape della Croce. La prova storica che Cristo rivela l'amore come il volto del Padre è la morte in croce, non mortificazione, ma amore.» «La legge dell'uomo nuovo» è che Cristo «è venuto a domandarci di imitare questo amore». Il contenuto dell'uomo nuovo, la persona di Cristo, è la presenza del Padre.
Nei capitoli finali Giussani esemplifica ancora, attraverso il Nuovo Testamento, come l'appartenenza a Cristo si confermi nella presenza storica, cioè nella Chiesa. Sottolinea però l'autore che questa appartenenza significhi uno sconvolgimento radicale per chi si concepisce padrone della sua vita.
Giussani spiega poi come la compagnia di Cristo abbia un impatto culturale sull'uomo, cioè sia il metro del giudizio attraverso l'uso della ragione. La fede quindi come lavoro culturale, come disciplina alla sequela. Citando i primi versi del Vangelo di Giovanni (1, 1-5), l'autore afferma che «se è il Verbo fatto carne, questa presenza allora decide la percezione che io ho di me stesso e della realtà tutta.»
Infine il testo tratta il tema dell'ascesi: «il dramma per cui l'uomo è chiamato ad aderire con tutta l'intelligenza e l'affettività di cui è capace al progetto di salvezza che Cristo è per il mondo.» Dramma che consiste nel riconoscimento che la propria felicità e il proprio destino dipendono da altro da sé e che si traduce ancora nella domanda. Giussani cita qui C.S. Lewis che nella autobiografia in cui descrive la sua conversione dice:
(Clive Steples Lewis, Sorpreso dalla gioia)
Ma, conclude Giussani, «il risultato di questo dramma dell'affettività è un risultato nel tempo, come la pianta e il frutto di un seme. [...] Tutto ciò avviene secondo un progressivo cammino, un cammino che si chiama pazienza.»

### Appendice
In coda al volume originale del 1984 è riportato il testo Comunione e Liberazione: un metodo esemplificativo di educazione ad una antropologia cristiana nel quel Giussani cala il contenuto di Alla ricerca del volto umano nella sua esperienza di educatore alla guida del movimento da lui fondato, accennando anche al carisma di Comunione e Liberazione.
Il testo esemplifica inoltre il metodo educativo adottato concludendo che «un movimento come quello di Comunione e Liberazione è una comunità di fedeli mossi da uno stesso accento di annuncio e per cui la compagnia è strada e dimora. Strada alla maturità della fede e dimora, cioè ambito dove la fede essendo tesa ad essere più vigile, [...] dà il frutto di gioia maggiore.»

## Indice

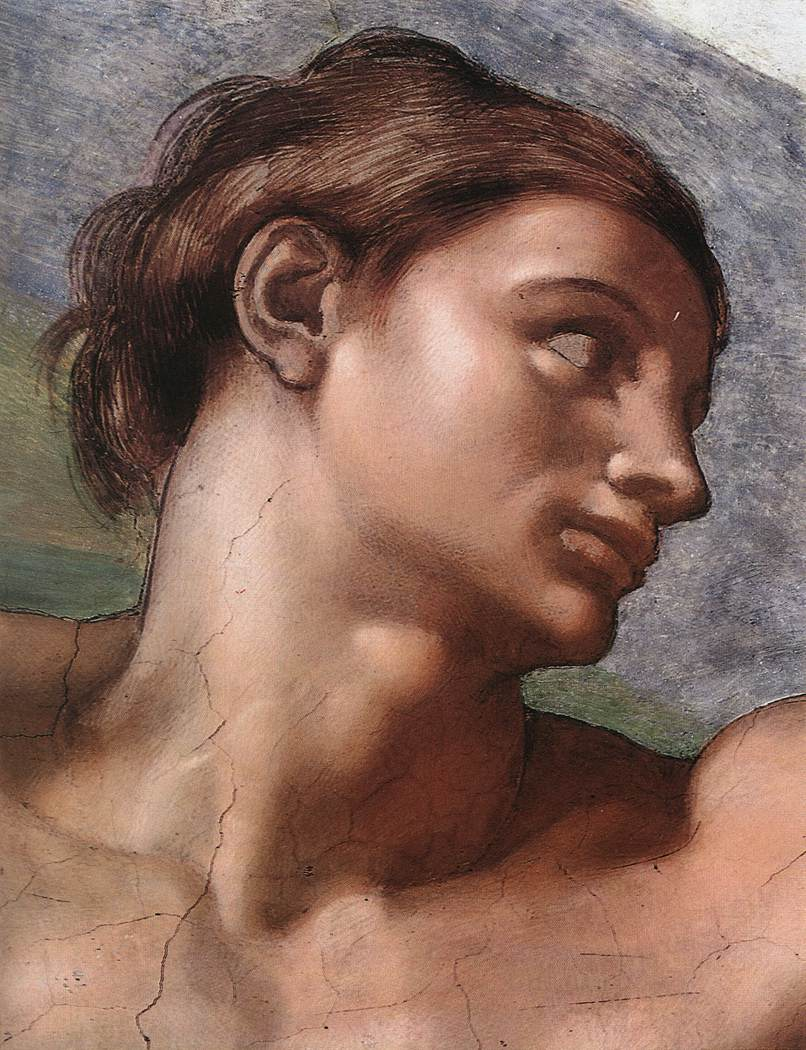
Un particolare della Creazione di Adamo della Cappella Sistina fu utilizzato per la copertina delle edizioni Rizzoli di Alla ricerca del volto umano.

### Jaca Book 1984
- Introduzione di Hans Urs von Balthasar
- Dove sta la consistenza dell'uomo
- Resistenza alla verità di sé
- L'immagine compiuta
- Appartenere: verità di sé
- Vagliare tutto: il giudizio nuovo
- L'ascesi: il dramma dell'affettività
- Appendice - Comunione e Liberazione: un metodo esemplificativo di educazione

### Rizzoli 1995
- Introduzione
- Parte prima - Percorso drammatico
  - Dove sta la consistenza dell'uomo
  - Resistenza alla verità di sé
  - L'immagine compiuta
  - Appartenere: verità di sé
  - Vagliare tutto: il giudizio nuovo
  - L'ascesi: il dramma dell'affettività
- Parte seconda - Decisione per l'esistenza
  - Riconoscere l'evidenza del fatto
  - Una presenza da seguire
  - Una proposta da verificare
  - La verifica come pegno
  - L'affermazione dei valori e la pratica
- Parte terza - Moralità: memoria e desiderio
  - Punti essenziali per la formazione di una personalità cristiana
    - La preghiera
      - Preghiera: consapevolezza di dipendenza
      - Preghiera e spirito comunitario
      - Preghiera: memoria del fatto di Cristo

    - La santità come desiderio di vita
      - Il santo è un uomo
      - La coscienza dell'incapacità
      - L'affezione a Cristo
      - Parte di un popolo
      - Conclusione

    - Il senso del peccato
      - Le radici del peccato e definizioni del peccato
      - La dinamica del peccato
      - Conversazione su Il senso del peccato
- Conclusione - La Chiesa come luogo di moralità

## Edizioni
- Luigi Giussani, Alla ricerca del volto umano, introduzione di Hans Urs von Balthasar, 1ª ed., Milano, Jaca Book, Già e non ancora 112, ottobre 1984,  p. 103, ISBN 88-16-30112-0.
- Alla ricerca del volto umano in  Luigi Giussani, Opere (1966-1992), Vol. 2, 1ª ed., Milano, Jaca Book, Già e non ancora 274, 1994,  p. 1256, ISBN 88-16-30274-7.
- Luigi Giussani, Alla ricerca del volto umano, 1ª ed., Milano, Rizzoli, giugno 1995,  p. 252, ISBN 88-17-84420-9.
- Luigi Giussani, Alla ricerca del volto umano, 1ª ed., Milano, Biblioteca Universale Rizzoli, 2007,  p. 252, ISBN 978-88-17-01671-1.

Il libro nelle versioni Rizzoli è stato tradotto in spagnolo, portoghese, russo e croato.